# Olivia Cooke
Olivia Kate Cooke (Oldham, 27 december 1993) is een Britse televisie- en filmactrice. Ze is vooral bekend van haar rollen in de films The Quiet Ones (2014), Ouija (2014), Me and Earl and the Dying Girl (2015), Ready Player One (2018) en de tv-series Bates Motel en House of the Dragon.

## Biografie

### Jeugd
Olivia Cooke werd in 1993 geboren in Oldham (Greater Manchester). Haar vader John Cooke was een politieagent en haar moeder Lindsy Wild was een sales-vertegenwoordigster. Ze heeft een jongere zus genaamd Eleanor. Toen Olivia nog jong was, scheidden haar ouders en trok ze samen met haar zus in bij haar moeder. Ze studeerde aan Royton and Crompton School en Oldham Sixth Form College, maar maakte haar studies niet af omdat ze een rol kreeg in de tv-serie Blackout.
In haar jeugd beoefende Cooke ballet en gymnastiek. Reeds op achtjarige leeftijd begon ze met acteren in de Oldham Theatre Workshop. Op veertienjarige leeftijd kreeg ze een belangenvertegenwoordiger, die haar rollen bezorgde in verscheidene reclamespots. In 2012 was ze ook te zien in de videoclip "Autumn Term" van de boysband One Direction. Hoewel haar agent haar afraadde om zich in te schrijven voor een theateropleiding probeerde Cooke zich aan te sluiten bij de Royal Academy of Dramatic Art. Ze bereikte de laatste ronde van het selectieproces maar werd uiteindelijk niet tot de opleiding toegelaten.

### Acteercarrière
In 2012 maakte Cooke haar televisiedebuut met de BBC-series Blackout en The Secret of Crickley Hall. Datzelfde jaar nam ze een agent uit Los Angeles in dienst. In 2013 versierde ze een terugkerende rol in de Amerikaanse tv-serie Bates Motel. Een jaar later volgde haar filmdebuut met The Quiet Ones. Omdat Cooke datzelfde jaar ook in bovennatuurlijke thrillers The Signal en Ouija te zien was, kreeg ze al snel de reputatie een scream queen te zijn.
In 2015 kroop Cooke in de huid van het personage Rachel Kushner in Me and Earl and the Dying Girl. Omdat haar personage aan leukemie lijdt, schoor ze haar kapsel af voor de film. De prent won op het Sundance Film Festival zowel de jury- als publieksprijs.

## Filmografie

### Film
- The Quiet Ones (2014)
- The Signal (2014)
- Ouija (2014)
- Me and Earl and the Dying Girl (2015)
- Thoroughbreds (2017)
- Ready Player One (2018)
- Sound of Metal (2019)

### Televisie
- Blackout (2012) (3 afleveringen)
- The Secret of Crickley Hall (2012) (3 afleveringen)
- Bates Motel (2013-2017) (hoofdrol)
- Axe Cop (2015) (stem)
- Vanity Fair (2018) (hoofdrol)
- House of the Dragon (2022-heden) (hoofdrol)